# 레드아이 (영화)
"레드 아이"는 2005년에 개봉한 김동빈 감독의 공포영화다.

## 캐스팅
- 장신영 : 오미선 역
- 송일국 : 찬식 역
- 이얼 : 오종현 역
- 이동규 : 진규 역
- 김혜나 : 희주 역
- 김현숙 : 정진숙 역
- 이대연 : 김 교수 역
- 박원상 : 정호 역
- 장소연 : 주미 역
- 오유진 : 김정희 역
- 조청호 : 병장 역
- 박효주 : 수진 역
- 오정세 : 30대 남 역
- 최은서 : 경조 역
- 최재환 : 이병 역
- 박팔영 : 기관사 역
- 최윤슬 : 30대 여 역
- 최은지 : 희주 엄마 역
- 주석태 : 조기축구회 2 역
- 하주희 : 광고 여 역 (우정출연, 사진)
- 김진만 : 신혼 남 역 (우정출연)
- 전현아 : 신혼 여 역 (우정출연)
- 정영숙 : 미망인 역 (특별출연)
- 곽지민 : 윤소희 역 (특별출연)